# Peloronectriella sasae
Peloronectriella sasae är en svampart som beskrevs av Yoshim. Doi 1968. Peloronectriella sasae ingår i släktet Peloronectriella och familjen Bionectriaceae.   Inga underarter finns listade i Catalogue of Life.